# Istituto Mater Boni Consilii
L'Istituto Mater Boni Consilii (IMBC) è un sodalizio o associazione di cattolici tradizionalisti aderenti alla Tesi di Cassiciacum composta da chierici, religiosi e fedeli, fondata nel dicembre 1985. L'attuale superiore dell'Istituto è il sacerdote e scrittore don Francesco Ricossa.
All'Istituto appartiene anche una congregazione di frati e di suore. Si occupano inoltre della direzione pastorale delle Suore di Cristo Re a Moncestino.

## Storia

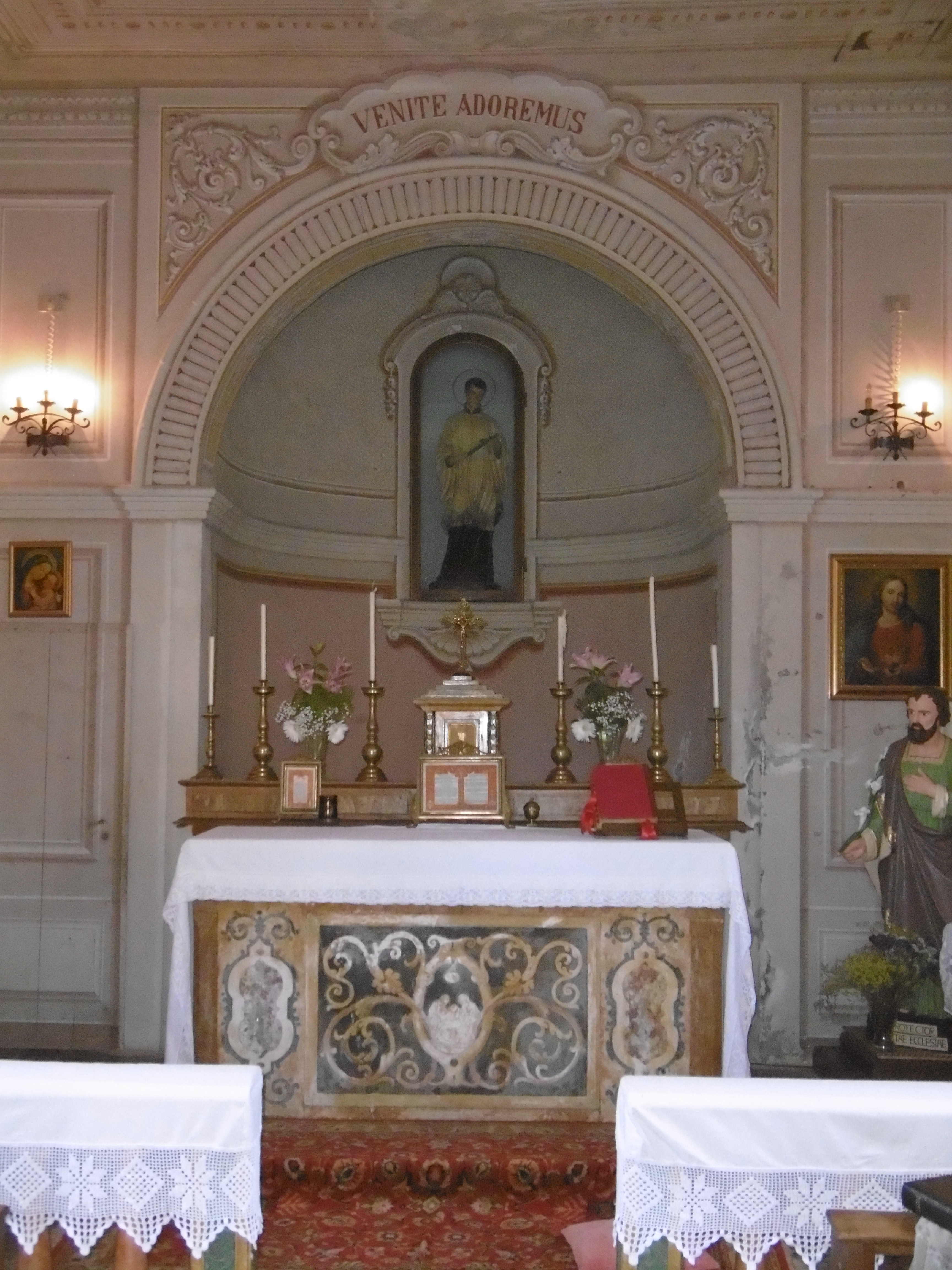
La chiesa di San Luigi ad Albarea (frazione di Ferrara), appartenente allIstituto Mater Bonii Consilii.

In seguito all'evento del Concilio Vaticano II e al nuovo orientamento del "magistero" modernista, l'arcivescovo francese mons. Marcel Lefebvre fondò la Fraternità sacerdotale San Pio X (FSSPX), in opposizione all'ecumenismo e alle riforme del Concilio.
Due professori del Seminario di San Pio X a Ecône, uno dei quali era il domenicano Michel Guérard des Lauriers (autore del famoso Breve esame critico del Novus Ordo Missae, e successivamente vescovo della linea Thục), dirigevano i fedeli circa tale problema dell'autorità nella Chiesa cattolica.
Nel 1979 la Fraternità dichiara intollerabile che i suoi appartenenti professino la non legittimità di "Papa" Giovanni Paolo II in quanto considerato da essa autentico Pontefice: in seguito, per tale motivo, sono stati espulsi dei sacerdoti e seminaristi. La stessa FSSPX, nel 1984, impose di sottoscrivere ai suoi ordinandi un'apposita Dichiarazione di fedeltà alla posizione della Fraternità nella quale si dichiarava che Giovanni Paolo II è legittimo Sommo Pontefice, di pregare per lui e di rifiutare quanto dovesse allontanarsi dalla dottrina cattolica tradizionale in materie come la libertà religiosa, l'ecumenismo ecc. poiché tali riforme sarebbero nocive per la Chiesa.
In seguito alla posizione presa della FSSPX, ossia il riconoscimento ufficiale degli usurpatori illegittimi (che occupano la Chiesa) con il conseguente obbligo di disubbidire abitualmente a coloro che vengono considerati come legittimi pontefici (cioè i "papi" che sostengono il Concilio Vaticano II), nel dicembre del 1985 quattro sacerdoti italiani (don Francesco Ricossa, don Giuseppe Murro, don Franco Munari, successivamente consacrato vescovo, e don Curzio Nitoglia), insoddisfatti di tale posizione, lasciarono la Fraternità e si misero sotto la protezione della Madre del Buon Consiglio fondando l'Istituto Mater Boni Consilii, prima a Nichelino (con seminario ad Orio) e successivamente a Verrua Savoia sempre in provincia di Torino.
Nel settembre 1986 don Ricossa e don Munari si recarono a Raveau per incontrare il vescovo, teologo mons. Michel Guérard des Lauriers e i loro dubbi furono chiariti per mezzo della condivisione della sua posizione teologica sulla situazione della Chiesa cattolica del Concilio Vaticano II nota come Tesi di Cassiciacum o sedeprivazionismo; tale tesi afferma che la Sede Apostolica viene ritenuta materialiter occupata, ma formaliter vacante almeno dal 7 dicembre 1965 (data della pubblicazione della dichiarazione conciliare Dignitatis Humanae, sulla libertà religiosa). Tale tesi, quindi, si distingue dalla posizione sostenuta dalla FSSPX che riconosce come legittimi i "pontefici" post-conciliari.
Nel maggio 1987 quindi i fondatori dell'IMBC scrissero una ritrattazione in un'Ammenda Pubblica della diffusione degli insegnamenti che professarono in passato quando appartennero alla FSSPX.
Il 25 novembre 1987 mons. Des Lauriers consacra all'episcopato il sacerdote dell'IMBC Franco Munari, che diviene pertanto il vescovo ufficiale dell'Istituto. Tuttavia, il 26 ottobre 1990 mons. Munari abbandona l'Istituto ed il sacerdozio per ritirarsi a vita privata.
Dopo 12 anni di assenza di un proprio vescovo, periodo in cui l'Istituto ha fatto riferimento per le ordinazioni sacerdotali e le cresime a vescovi stranieri (a loro volta non in comunione con il sedicente "Papa"), il 16 gennaio 2002 il vescovo statunitense sedeprivazionista Robert McKenna (elevato all'episcopato da Des Lauriers nel 1986) ha consacrato all'episcopato Geert Stuyver, un giovane sacerdote belga dell'IMBC, che tuttora svolge il suo ministero di vescovo per l'Istituto Mater Boni Consilii.
Tra il 2006 ed il 2007 un altro sacerdote fondatore dell'Istituto, don Curzio Nitoglia, se ne allontana, non condividendo più la Tesi di Cassiciacum.

## Opere, finalità e radicamento dell'Istituto Mater Boni Consilii
L'Istituto è impegnato ad imministrare i sacramenti ed a celebrare la santa Messa di San Pio V secondo le rubriche di San Pio X non menzionando il nome dei "papi" nel canone (non una cum). L'Istituto possiede il seminario San Pietro martire a Verrua Savoia per la formazione dei sacerdoti e religiosi, svolge periodicamente gli esercizi spirituali di Sant'Ignazio, varie conferenze, organizza pellegrinaggi, è impegnato nell'editoria, scrive periodicamente la rivista Sodalitium. è presente in Italia, Francia, Argentina, Ungheria, Paesi Bassi, Germania, Svizzera e in Belgio dove risiede il vescovo Geert Stuyver che amministra le cresime e l'ordine sacro.
All'Istituto sono poi collegati tre centri studi (il Centro Studi Giuseppe Federici, il Centro Studi Paolo de Töth ed il Centro Studi Davide Albertario), il cui scopo è lo studio e la difesa della dottrina cattolica; ad essi si aggiunge il Comitato San Simonino, che ha lo scopo di ripristinare il culto pubblico di Simonino di Trento, soppresso per le sue implicazioni antisemite nel 1965 dall'arcivescovo Alessandro Maria Gottardi.
Ebbe gli auguri e la simpatia del vescovo sedeprivazionista Michel Guérard des Lauriers che ne approvò la finalità.